# استانداری یزد
استانداری یزد یک نهاد مرتبط سازمان امور اداری کشور و نماینده دولت جمهوری اسلامی ایران در استان یزد است که در شهر یزد واقع شده‌است.

## مدیریت
استان یزد در سال ۱۳۵۲ از استان اصفهان جدا شد.
استان یزد دارای ۱۲ شهرستان، ۲۳ بخش، ۴۸ دهستان و ۲۳ شهر است.

### فرمانداری‌ها
- فرمانداری ابرکوه
- فرمانداری اردکان
- فرمانداری اشکذر
- فرمانداری بافق
- فرمانداری بهاباد
- فرمانداری تفت
- فرمانداری خاتم
- فرمانداری مروست
- فرمانداری مهریز
- فرمانداری میبد
- فرمانداری یزد
- فرمانداری  زارچ

## بودجه
استان یزد در سال ۱۳۹۹، ۳۱۸۴ میلیارد تومان درآمد و ۳۱۹۸ میلیارد تومان هزینه داشته‌است. استان یزد در سال ۱۳۹۹، ۱/۷ درصد از بودجه کشور را به خود اختصاص داده‌است.